# Hybomitra muehlfeldi
Hybomitra muehlfeldi är en tvåvingeart som först beskrevs av Brauer 1880.  Hybomitra muehlfeldi ingår i släktet Hybomitra och familjen bromsar. Arten är reproducerande i Sverige. Inga underarter finns listade i Catalogue of Life.